# نوونیکلایفکا (شهرستان یای‌ایل)
نوونیکلایفکا (به لاتین: Novonikolayevka) یک روستا در قرقیزستان است که در شهرستان یای‌ایل واقع شده‌است. نوونیکلایفکا ۷٬۹۶۴ نفر جمعیت دارد.